# Drosophila mainlandi
Drosophila mainlandi är en tvåvingeart som beskrevs av Patterson 1943. Drosophila mainlandi ingår i släktet Drosophila och familjen daggflugor.
Artens utbredningsområde är Kalifornien.